# 謝爾曼縣 (堪薩斯州)
克魯克縣（英語：Sherman County，簡稱SH）是位於美國德克薩斯州西部的一個縣，西鄰科羅拉多州。面積2,735平方公里。根據美國2000年人口普查，共有人口6,760人。縣治古德蘭 (Goodland)。
1886年9月20日取得行政自治地位。縣名紀念南北戰爭北軍名將威廉·特庫賽·謝爾曼 (William Tecumseh Sherman)。